# Phreatodytes mohrii
Phreatodytes mohrii är en skalbaggsart som beskrevs av Uéno 1996. Phreatodytes mohrii ingår i släktet Phreatodytes och familjen grävdykare. Inga underarter finns listade i Catalogue of Life.